# Діонісій Кшичковський
Діонісій Кшичковський (пол. Dionizy Krzyczkowski, 1861, Ластівці — 19 лютого 1943) — архітектор, педагог. Жив і працював переважно в Коломиї і у Львові.

## Біографія
Народився 1861 року в селі Ластівці (тепер Кам'янець-Подільського району). Римо-католик за віросповіданням та очевидно поляк за національним походженням. У 1881—1884 роках закінчив архітектурний факультет Технічно-промислової академії у Кракові. Після навчання, у 1884—1888 відбував практику у проєктному бюро краківського архітектора Славомира Одживольського. Пізніше, до 1889 року поглиблював знання у Паризькій школі мистецтв. Протягом 1889—1892 років працював архітектором у Мендосі (Аргентина) при будівництві Трансандинської залізниці, а у 1892—1893 був задіяний у реставраційних роботах на Вавелі. У подальшому, до 1897 року працював у Коломиї. За іншими даними, пробув в Аргентині лише до 1890, а в Коломиї від самого 1891 року. Від 1895-го — керівник відділу будівництва міської ради і викладач місцевої школи дерев'яного промислу. У 1897—1901 роках працював архітектором промислових підприємств Станіслава Щепановського. Протягом 1897—1927 років був професором кафедри будівництва у львівській Промисловій школі (за іншими даними — від 1901). 26 лютого 1924 року Рада архітектурного факультету Львівської політехніки надала Кшичковському звання інженера-архітектора.
Від 1899 року член Політехнічного товариства у Львові. Входив до правління товариства у 1905—1908, 1916—1927, 1929—1930 роках. Зокрема у 1905—1906 роках виконував обов'язки секретаря. 1902 року брав участь у ювілейній виставці товариства, нагороджений за експоновані проєкти. 1910 року експонував проєкт дому Педагогічного товариства і фотографії на виставці, організованій Колом архітекторів (підрозділом Політехнічного товариства) у Львові. Делегований товариством до Наглядової ради Міського промислового музею у Львові.
В архітектурній творчості звертався до різних стилів історизму — неоренесансу, необароко. В будинку «Сокола» присутні також форми «мальовничого історизму» і сецесії. Храми в Коломиї і Тернополі поєднували елементи неоготики та неороманського стилю. Приблизно після 1903 року перейшов до модернізованого класицизму. У власній віллі та міському виховному закладі застосував елементи «закопанського стилю». Експонував проєкти на Галицькій крайовій виставці у Львові 1894 року, за що відзначений срібною медаллю, збудував павільйон преси для виставки за конкурсним проєктом.
Входив до складу журі конкурсу ескізів дому Ремісничої палати на площі Стрілецькій у Львові (1912), проєктів ратуші в Дрогобичі (1913), санаторію у Криниці-Здруй (1926), пам'ятника Каролю Скібінському на Личаківському цвинтарі у Львові (1930). 2 травня 1923 року відзначений Кавалерським хрестом Ордену Відродження Польщі.
Видав у Львові кілька підручників польською мовою. Це зокрема «Принципи статики» (Zasady statyki, 1903, спільно з Луціаном Бекером), «Будівельні матеріали» (Materiały budowlane, 1916), популярний підручник «Будівництво» (Budownictwo, 1928). Рисунки Кшичковського публікувались у серії Славомира Одживольського «Пам'ятки мистецького промислу в Польщі», яка видавалась у Кракові («Zabytki przemysłu artystycznego w Polsce», протягом 1891—1893 років вийшло 6 зошитів).
Ще під час навчання у Кракові і пізніше, в Коломиї, входив до кіл польських соціалістів, підтримував дружні зв'язки з українськими. Зокрема товаришував з Михайлом Павликом. Приблизно від 1883 року перебував під таємним наглядом австрійської поліції.
У Львові проживав на вулиці Дверницького, 28 (тепер вулиця Мушака). Був одружений з Леонтиною з Вежейських. Помер 19 лютого 1943 року, похований на Повонзківському цвинтарі у Варшаві.[джерело?] Мав трьох синів, наймолодший з яких, Станіслав і найстарший Казімеж, служили в австрійському війську (6-й полк піхоти Легіонів польських). Казімеж загинув 24 жовтня 1915 року. Мав також двох сестер — Леокадію і Михалину.

## Роботи
- Вокзал у місті Мендоса в Аргентині (1890).[5]
- Будинок Ощадної каси в Коломиї (1892).[5]
- Павільйон преси на Галицькій крайовій виставці у Львові 1894 року. Спорудженню передував конкурс, на якому проєкт Кшичковського здобув перше місце.[4] Дерев'яну будівлю спорудили Володимир Підгородецький і Яків Баллабан.[23]
- Будинок польського гімнастичного товариства «Сокіл» у Коломиї, тепер будинок культури.[3] Як співкерівник входив до складу «вузького комітету», який опікувався будівництвом приміщення у 1895 році на тодішній вул. Тарновських.[24] Кшичковський був одним із двох переможців на конкурсі ескізів 1895 року. Другим переможцем був Луціан Бекер. На прохання журі обидва архітектори безкоштовно створили спільний детальний проєкт[25], який було реалізовано.[3]
- Костел св. Ігнатія Лойоли оо. єзуїтів на вулиці Франка в Коломиї. Тринавний, базилікового типу, шестипрясловий, за стилем неоготично-неороманський. Проєкт 1895 року, реалізований у дещо зменшеному і суттєво спрощеному вигляді протягом 1896—1897 років.[26]
- Так званий «Нафтовий дім» на вулиці Чайковського, 17 у Львові (1897).[27]
- Костел єзуїтів на вулиці Опільського в Тернополі, споруджений у 1898—1901 роках. Неоромансько-необароковий стилістично, за структурою подібний до храму того ж ордену, збудованого Кшичковським дещо раніше в Коломиї. Після війни повністю перебудований для потреб швейної фабрики.[28]
- Перебудова парафіяльного костелу в Ланьцуті у 1894—1902 роках. Храм було значно розширено і видовжено. Розібрано дві вежі, що фланкували фасад, збудовано нову вежу і фронтон.[29]
- Український Народний дім у Коломиї, тепер Музей народного мистецтва Гуцульщини. Проєкт 1892 року, співавтор Луціан Бекер, реалізовано 1902.[3]
- Проєкт добудови дерев'яних засклених ґанків на другому та третьому поверхах з тилу зведеної кам'яниці Вацлава Собєранського на вулиці Госєвського, 4 (нинішня вулиця Тершаковців) у Львові, реалізовано у липні 1900 року.[30]
- Будинок жіночої школи на вулиці Коралевського в місті Ясло. Початок будівництва 1903 року.[31]
- Житловий прибутковий будинок на вулиці Круп'ярській, 15 у Львові (1903).[32]
- Реконструкція житлового прибуткового будинку на вулиці Дорошенка, 43 у Львові (1903).[32]
- Будинок чоловічої школи на вулиці Сокола, 6 в місті Ясло. Початок будівництва 1906 року.[33]
- Добудова галереї для жінок до старої синагоги в Ряшеві. Проєкт 1905 року, реалізовано у 1906—1907.[34]
- Житловий прибутковий будинок на вулиці Стецька, 4 у Львові (1908).[32]
- Інтернат для студентів Сільськогосподарської академії в Дублянах (1909).[32]
- Вілла на вулиці Мушака, 26 у Львові (1909—1910).[32]
- Власна вілла у формах модернізованого класицизму на вулиці Мушака, 28 у Львові (1909—1910).[32]
- Дитячий виховний заклад на вулиці Басараб, 2 у Львові, тепер психоневрологічний диспансер (1911—1913, перебудований у 2008).[32]
- Садиба в Шимківцях Хмельницької області.[4]
- Ґрунтовна перебудова парафіяльного костелу в місті Мелець.[35]

Нереалізовані проєкти
- Неоготичний будиночок сторожа при палаці Дідушицьких на нинішній вулиці Лисенка, 15 у Львові (1880—1890-ті роки)[36]
- Конкурсний проєкт будинку загального шпиталю в Сокалі, друге місце (1898).[4]
- Конкурсний проєкт будинку Педагогічного товариства у Львові (1908).[32] 1910 року експонувався на Виставці польських архітекторів у Львові, організованій Колом архітекторів (підрозділом Політехнічного товариства).[9]
- Конкурсний проєкт будинку Кредитного товариства землевласників у Львові (1910).[32]